# 万国旗

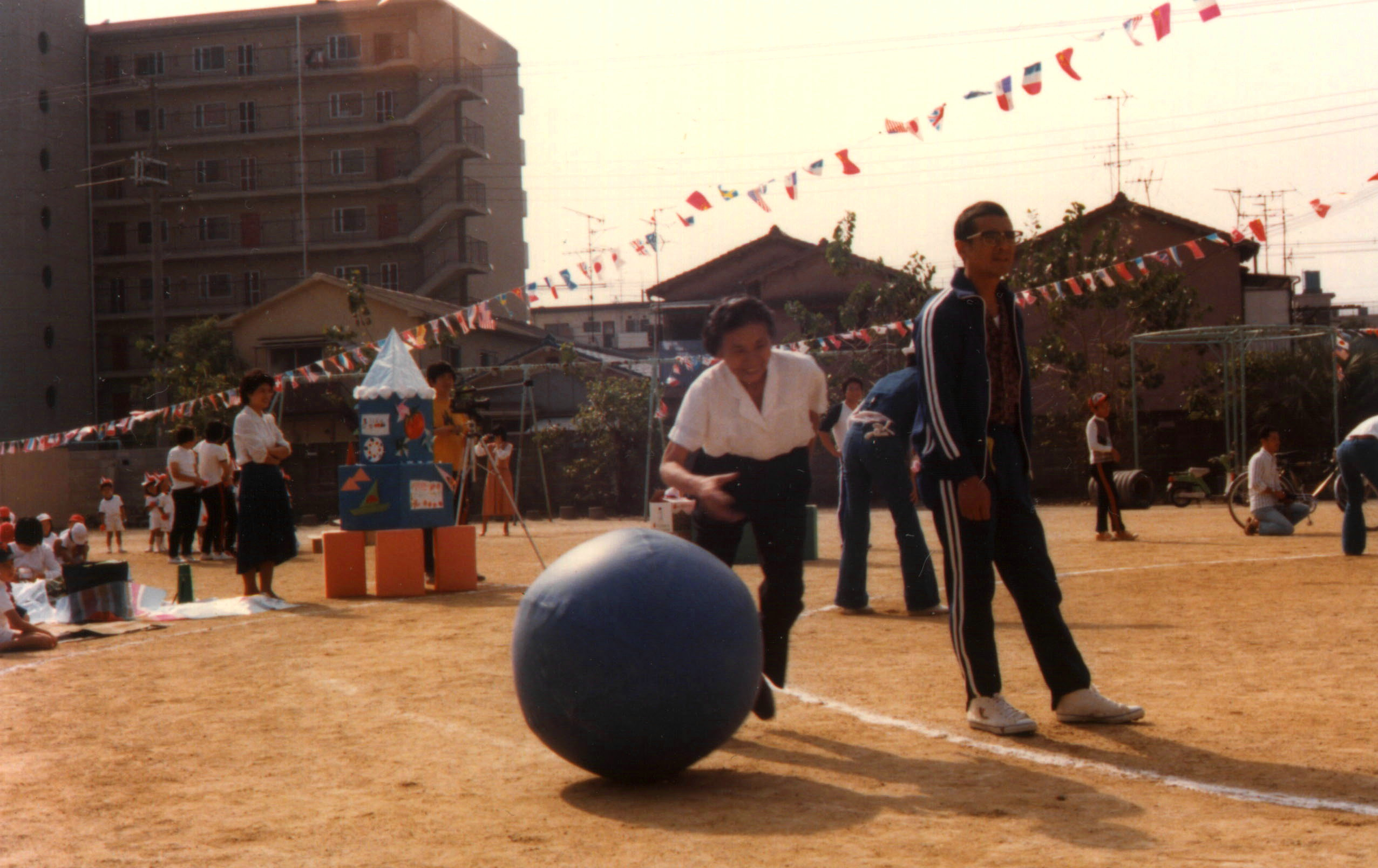
万国旗が掲げられている運動会の場面

万国旗（）とは、さまざまな国の国旗をロープに多数繋げたもの。連続旗の一種である。玩具屋などで売られていた。

## 概要
日本では小学校の運動会で良く見られるが、これは日本が国際博覧会に参加するようになった明治中ごろには、博覧会会場で様々な国旗が掲揚されているのを模倣したことで定着したと考えられる。このようなことから、日本ではイベントやお祭りといった明るい華やかなイメージを持つことが多く、手品でもシルクハットや箱から出て来るものとして鳩やトランプと並ぶ代表的な小物になっている。

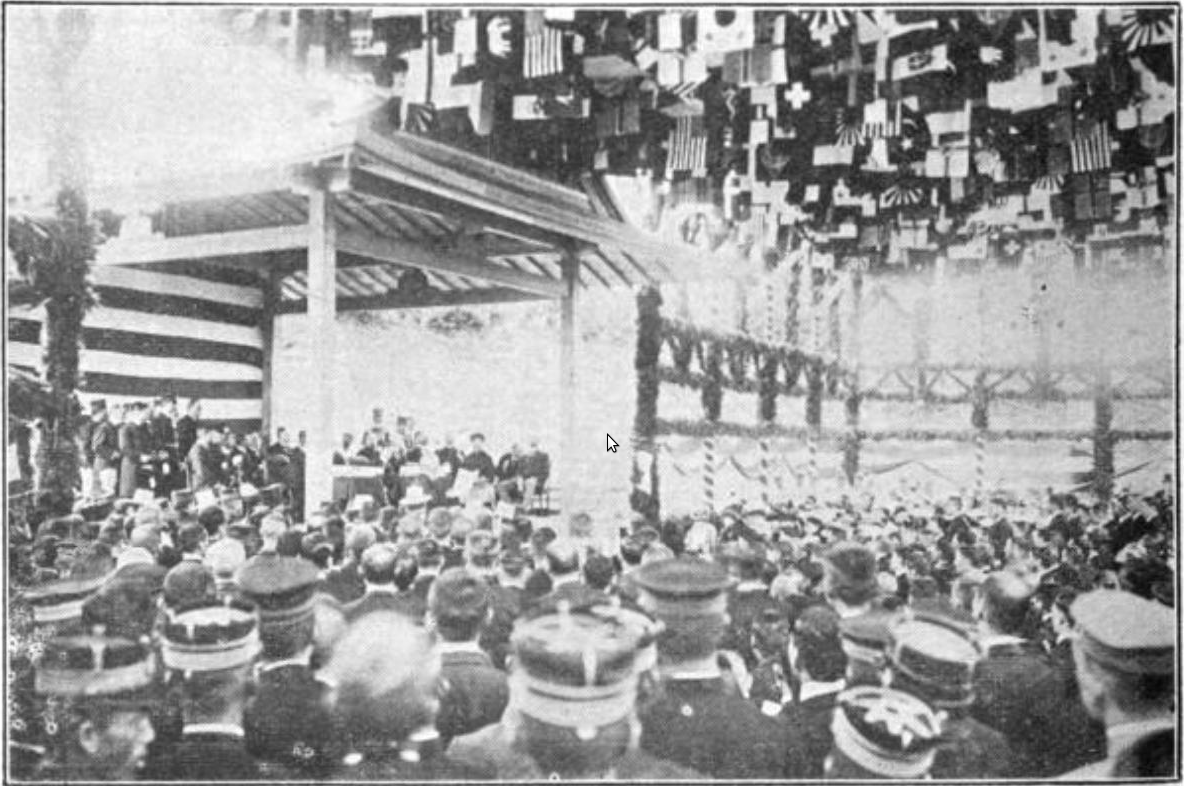
京釜鉄道の開通式

また、韓国でも日本統治時代より、運動会の時などに万国旗が使われている。1905年の京釜線の開通祝賀に、京釜鉄道草梁事務所前の広場に紅白の幔幕を引き繞らし、万国旗・球燈等を張り渡し、正面に大緑門を設けて、開通式参列者を歓迎した。また、渋谷義二郎の斡旋によって1921年6月19日に行われた会寧市民内鮮人連合大運動会は、万国旗の下で行われたとされている。